# 大龙湖站
大龙湖站是徐州地铁2号线的地铁站，位于中华人民共和国江苏省徐州市云龙区昆仑大道与彭祖大道交叉口东北侧，于2020年11月28日开通。

## 车站结构
大龙湖站沿昆仑大道东西设置，为地下二层岛式站台车站，车站长218米，标准段宽19.7米，车站地下一层为站厅层，地下二层为站台层，站台设置全高站台门。
| 地面              | 出入口 | 1、3、4出入口 |
| 地下一层          | 站厅   | 客服中心、自动售票机、验票机                                                                                      |
| 地下二层          | 站台   | \| \| \| █ 2号线往客运北站（拖龙山） \| \| 島式 · 開左邊车门 \| \| \| \| \| \| █ 2号线往新城区东（市行政中心） \| |
|                   |        | █ 2号线往客运北站（拖龙山）                                                                                       |
| 島式 · 開左邊车门 |        | |
|                   |        | █ 2号线往新城区东（市行政中心）                                                                                   |

## 车站出口
大龙湖站目前开放3个出入口，各出口及周围设施如下所示：
| 出口编号            | 照片 | 出口指示         | 建议前往的目的地 |
| ------------------- | ---- | ---------------- | ---------------- |
| 1 · 出口            |      | 昆仑大道（南侧） | 徐州大龙湖风景区 |
| 3 · 出口            |      | 昆仑大道（北侧） | 金融集聚区       |
| 4 · 出口 · （设有） |      | 彭祖大道（东侧） | 绿地新里泊林公馆 |
| 图例： 设有         |      |                  |                  |

## 接驳交通

### 公交车
- 彭祖大道：78路，91路，91路夜，92路，93路，95路，603路

## 车站历史
本站工程名与正式站名均为大龙湖站，以车站南侧的大龙湖命名。
- 2017年3月14日，车站主体结构封顶[2]。
- 2020年11月28日，车站随2号线一期通车开通[1]。